# بیژو (مینه‌سوتا)
بیژو، مینه‌سوتا (به انگلیسی: Bejou, Minnesota) یک شهر در ایالات متحده آمریکا است که در مینه‌سوتا واقع شده‌است.

## خصوصیات
بیژو ۱٫۰۴ کیلومترمربع مساحت و ۸۹ نفر جمعیت دارد و ۳۷۲ متر بالاتر از سطح دریا واقع شده‌است.